# Leichtathletik-Weltmeisterschaften 2023/Teilnehmer (Malaysia)
| Goldmedaillen | Silbermedaillen | Bronzemedaillen |
| ------------- | --------------- | --------------- |
| —             | —               | —               |

Der Leichtathletikverband von Malaysia hat für die Leichtathletik-Weltmeisterschaften 2023 in Budapest einen Sportler gemeldet.

## Ergebnisse

### Männer

#### Laufdisziplinen
| Athlet           | Disziplin | Qualifikation | Qualifikation | Vorlauf | Vorlauf | Halbfinale | Halbfinale | Finale | Finale |
| Athlet           | Disziplin | Zeit          | Platz         | Zeit    | Platz   | Zeit       | Platz      | Zeit   | Platz  |
| ---------------- | --------- | ------------- | ------------- | ------- | ------- | ---------- | ---------- | ------ | ------ |
| Muhd Azeem Fahmi | 100 m     | 10,24 s       | 1             | 10,26 s | 39      | DNQ        | DNQ        | –      | –      |